# Enrique García Asensio
Enrique García Asensio (Valencia, 22 de agosto de 1937) es un músico, compositor y director de orquesta español. Se hizo popular con su intervención en el programa de televisión El mundo de la música (1976-1980)

## Carrera musical
En 1970 obtuvo la cátedra de Dirección de orquesta en el Real Conservatorio Superior de Música de Madrid. Fue director de la Orquesta Sinfónica de Radio Televisión Española (RTVE) desde 1966, junto con Antoni Ros-Marbà y posteriormente Odón Alonso, hasta 1984, cuando es sustituido por Miguel Ángel Gómez Martínez; y desde 1998 sustituyendo a Sergiu Comissiona, hasta el año 2001, cuando es relevado por Adrian Leaper.
El 24 de abril de 2010 apadrinó la creación de la Banda Sinfónica de Granada, dirigiéndola como director invitado. También fue director invitado de la Banda de Música Municipal «Maestro Enrique Montero» de Chiclana de la Frontera.
El 24 de febrero de 2015, el maestro García Asensio, dirigió magistralmente la difícil obertura de El Barbero de Sevilla de Rossini a la orquesta sinfónica del Conservatorio Profesional de Música "José Salinas" de Baza, en el XXV aniversario de este conservatorio, y que al final provocó que el público se levantara en pleno para aplaudir entusiasmado.
Ha sido director titular de la Orquesta de Valencia y su principal director invitado desde 1992, siendo uno de los directores más asiduos del Palacio de la Música y Congresos de Valencia desde su inauguración en 1987.
Consciente de la responsabilidad de apoyar las nuevas generaciones de creadores, son incontables los "estrenos absolutos de los más relevantes creadores musicales que constatan el alto grado de confianza del que es merecedor el maestro".

## Estilo
García Asensio posee una técnica de dirección "heredada del maestro Celibidache, de quien fue discípulo" y asistente. Su influencia como maestro es latente en toda una generación de directores y "es de una determinación y transcendencia tales que cualquier prospección o estudio de esta disciplina en nuestro país, en los últimos cincuenta años, gira inexorablemente en torno a su incansable ritmo de trabajo, su relevante talento y su arrolladora personalidad."
Fue el primer director español que ganó el prestigioso concurso de dirección orquestal Dimitri Mitropoulos, con tan solo veintinueve años, al frente de la Orquesta Filarmónica de Nueva York.
La influencia de su maestro Sergiu Celibidache se constata en su aproximación musical en lo que se denomina fenomenología musical.